# Горошков (Речицкий район)
Горо́шков (бел. Гаро́шкаў) — деревня в Заспенском сельсовете Речицкого района Гомельской области Беларуси.

## География

### Расположение
В 11 км на юг от районного центра и железнодорожной станции Речица (на линии Гомель — Калинковичи), 61 км от Гомеля.

### Гидрография
На востоке мелиоративные каналы, соединённые с рекой Днепр.

## Транспортная сеть
Рядом автодороги Калинковичи — Гомель и Лоев — Речица. Планировка состоит из длинной криволинейной меридиональной улицы, застроенной двусторонне, деревянными крестьянскими усадьбами.

## История
Обнаруженные археологами городища IV—I веков до н. э. (в деревне), могильник милоградской культуры (около городища) и могильник зарубинецкой культуры (в 0,1 км на север от городища) свидетельствуют о заселении этих мест с давних времён. По письменным источникам известна с XVIII века как селение в Речицком повете Минского воеводства Великого княжества Литовского.
После 2-го раздела Речи Посполитой (1793 год) в составе Российской империи. В 1811 году во владении Шишковых. В 1879 году обозначена в Заспенском церковном приходе. Согласно переписи 1897 года действовал хлебозапасный магазин. В 1908 году в Заспенской волости Речицкого уезда Минской губернии.
С 8 декабря 1926 года до 30 декабря 1927 года центр Горошковского сельсовета Хойникского района Речицкого с 9 июня 1927 года Гомельского округов. В 1930 году организован колхоз. Во время Великой Отечественной войны в боях за освобождение деревень Горошков, Велин, Адамовка, Степановка, Май погибли 25 советских солдат (похоронены в братской могиле в центре деревни). 81 житель погиб на фронте. В 1962 году к деревне присоединён посёлок Красный Бор. В составе колхоза «Советская Беларусь» (центр — деревня Заспа). Есть библиотека.

## Население

### Численность
- 2004 год — 185 хозяйств, 464 жителя.

### Динамика
- 1850 год — 37 дворов, 231 житель.
- 1897 год — 61 двор, 458 жителей (согласно переписи).
- 1908 год — 89 дворов, 487 жителей.
- 1959 год — 518 жителей (согласно переписи).
- 2004 год — 185 хозяйств, 464 жителя.

## Достопримечательность
Около деревни археологические памятники: городище, 2 селища, 2 курганных могильника раннего железного века.

## Известные уроженцы
- Анатолий Тихонович Сыс (1959—2005) — белорусский поэт.